# Кыдырбаев, Жасулан Балгабаевич
Жасулан Балгабаевич Кыдырбаев (каз. Жасұлан Балғабайұлы Қыдырбаев, род. 28 сентября 1992, Талгар, Алма-Атинская область, Казахстан) — казахстанский тяжёлоатлет, чемпион мира 2014 года в весовой категории до 94 кг.

## Спортивная карьера
Высшим достижением Жасулана Кыдырбаева является звание чемпиона мира на чемпионате 2014 года в Алма-Ате. Выступает за Жамбылскую область.